# الکساندر بوچاروف
الکساندر بوچاروف (روسی: Александр Бочаров؛ زادهٔ ۲۶ فوریهٔ ۱۹۷۵) دوچرخه‌سوار اهل روسیه است.